# Armando Galarraga
Armando Antonio Galarraga (* 15. Januar 1982 in Cumaná, Venezuela) ist ein ehemaliger Baseballspieler aus Venezuela in der Major League Baseball (MLB). Zuletzt spielte er als Pitcher für die Houston Astros in der National League.
Galarraga wurde in den USA durch ein Fast-Perfect Game bekannt: Aufgrund eines vom Schiedsrichter Jim Joyce später eingestandenen Irrtums bei der Beurteilung einer Spielsituation wird Galarraga nicht offiziell als 21. Spieler mit einem Perfect Game gewertet.

## Karriere
Galarraga begann seine Karriere im Franchise-System der Montreal Expos (heute  Washington Nationals). Er wechselte 2005 zu den Texas Rangers und machte dort am Saisonende 2007 seine ersten drei Spiele in der MLB. Vor der Saison 2008 wurde er an die Detroit Tigers abgegeben und konnte dort eine erfolgreiche Saison mit 13 Siegen bei sieben Niederlagen und einem Earned Run Average (ERA) von 3.73 bestreiten. Sein nächster Karriereschritt war die Berufung für das Saisoneröffnungsspiel (Opening Day) 2009, jedoch verlief diese Saison für ihn deutlich schlechter. Er kam nur noch auf sechs Siege bei zehn Niederlagen in 29 Starts, sein ERA verschlechterte sich auf 5.64. Nach einem für ihn schlecht verlaufenen Spring Training 2010 verlor er seinen Platz in der Starting Rotation und musste im System der Tigers zum Farmteam der Toledo Mudhens (AAA) wechseln. Erst im Mai 2010 wurde er erneut in das MLB-Team berufen.

## Das fast perfekte Spiel

### Die Fehlentscheidung
In der Begegnung gegen die Cleveland Indians am 2. Juni 2010 schaffte Galarraga die extrem seltene Leistung, dass die ersten 26 (von 27) Battern des Gegners nicht die erste Base erreichten. Clevelands Jason Donald als 27. Batter schlug dann einen Groundball zu First Baseman Miguel Cabrera, dieser warf zu Galarraga, der die First Base abdeckte. Der Call, die Entscheidung des Umpire, lautete „Safe“ zugunsten des Batters, obwohl die Verteidigung der Tigers den Spieler „Aus“ gemacht hatte, wie die Videoaufzeichnung belegte.
Als der Umpire Jim Joyce nach dem Spiel mit der Frage auf seine Entscheidung konfrontiert wurde, antwortete er, dass er die Situation falsch beurteilt habe und das Spiel als Perfect Game hätte enden müssen.

“It was the biggest call of my career, and I kicked the shit out of it. I just cost that kid a perfect game.”

„Das war der wichtigste Call meiner Karriere und ich habe ihn voll verpeilt. Ich habe diesem Jungen ein Perfect Game gekostet.“

Im Ergebnis wird die Leistung von Galarraga als One-Hit-Shutout geführt, da nach der offiziellen und damit gültigen Wertung im vorletzten At-Bat ein Hit gelang.

### Die nachfolgende Entwicklung

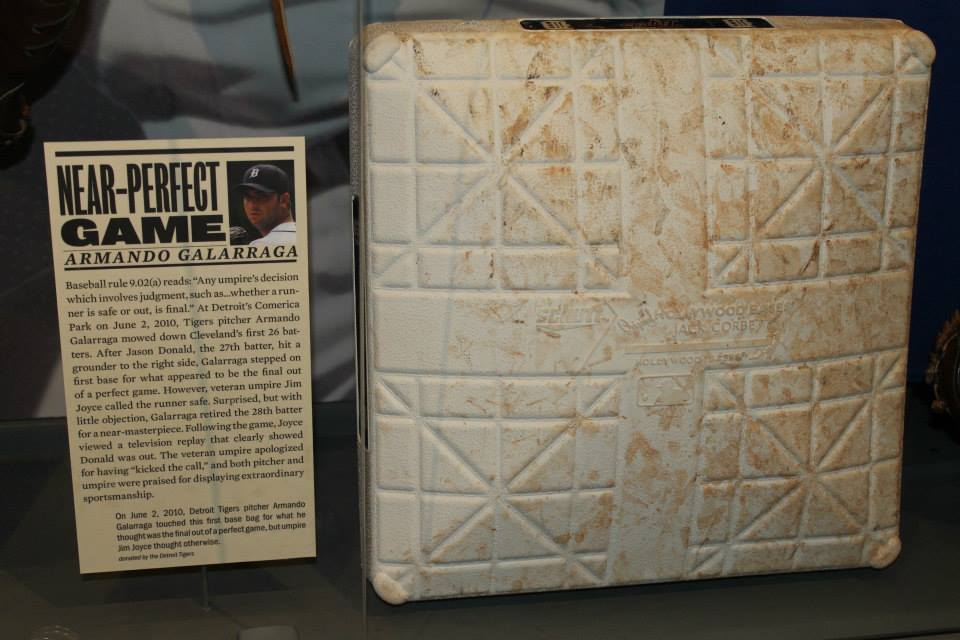
Die strittige erste Base des fast perfekten Spiels ist in der Baseball Hall of Fame ausgestellt.

Joyce räumte seine Fehlentscheidung kurz nach dem Spiel öffentlich ein und entschuldigte sich bei Galarraga. Beim Spiel am folgenden Tag war Joyce Plate-Umpire. Statt des Managers überbrachte Galarraga die Line-up Karte. Unter Tränen nahm Joyce die Karte entgegen, beide gaben sich die Hand und Galarraga ging nach einem Schulterklopfen von Joyce sichtlich berührt ins Dugout. Beiden wurde von allen Seiten Anerkennung für ihre vorbildliche sportliche Haltung zuteil. Galarraga wurde vor dem Spiel mit einer roten Chevrolet Corvette nicht nur für das entgangene Perfect Game, sondern vor allem für seine Haltung gegenüber dem Umpire und seinen untadeligen Umgang mit der Situation beschenkt. Die erste Base, auf der die Fehlentscheidung stattfand, ist in der Baseball Hall of Fame ausgestellt.

## Nachweise
1. ↑  Anthony DiComo: Tigers option Galarraga to Triple-A. MLB Advanced Media, L.P., 18. März 2010, archiviert vom Original (nicht mehr online verfügbar) am 19. März 2010; abgerufen am 19. März 2010 (englisch).
2. 1 2  Todd Kaufmann: Ken Griffey Jr's Retirement Gets Trumped by Jim Joyce, Armando Galarraga. Bleacher Report, 3. Juni 2010, abgerufen am 19. August 2020 (englisch).
3. 1 2  Houston Mitchell: A tearful Jim Joyce takes lineup card from Armando Galarraga. Los Angeles Times, 3. Juni 2010, abgerufen am 19. August 2020 (englisch).
4. ↑  Larry Lage, The Associated Press: Jim Joyce: `I just cost that kid a perfect game'. boston.com, 3. Juni 2010, abgerufen am 19. August 2020 (englisch).

| Personendaten    | Personendaten                                   |
| ---------------- | ----------------------------------------------- |
| NAME             | Galarraga, Armando                              |
| ALTERNATIVNAMEN  | Galarraga, Armando Antonio (vollständiger Name) |
| KURZBESCHREIBUNG | venezolanischer Baseballspieler                 |
| GEBURTSDATUM     | 15. Januar 1982                                 |
| GEBURTSORT       | Cumaná, Venezuela                               |